# Marcello Agnoletto
Marcello Agnoletto (Montebelluna, 2 gennaio 1932) è un ex calciatore italiano, che ha militato in serie A e Nazionale come ala sinistra negli anni cinquanta e sessanta.

## Carriera

### Club
Nella sua carriera ha iniziato nel 1951-1952 al Montebelluna in un girone regionale di Prima Divisione del Veneto, senza scendere in campo.
L'anno dopo è già al Padova, militante in serie B. Nella prima stagione ha un ruolino di 22 presenze e 5 gol, mentre nella seconda prende parte a 25 gare realizzando 3 reti. L'anno seguente colleziona 22 presenze condite da 2 gol, contribuendo alla promozione in Serie A dei biancoscudati, mentre nella sua quarta ed ultima stagione con i patavini gioca altre 22 partite, segnando il suo primo gol in massima serie.
Nella stagione 1956-1957 passa alla Sampdoria, dove disputa 25 incontri in Serie A, segnando un gol.
Ma a Genova non credono in lui, così Agnoletto ritorna in Veneto al Lanerossi Vicenza, con la cui maglia milita per 3 stagioni in serie A, con 64 presenze e 3 gol.
L'anno dopo torna a Padova, collezionando le sue ultime 7 presenze in massima serie, mentre l'anno successivo milita nel Modena, con la cui maglia gioca 7 gare mettendo a segno un goal, nella stagione che si conclude con il ritorno in Serie A degli emiliani.
In seguito transita anche da Treviso (Serie C) e Viareggio (Serie D), chiudendo la carriera nel 1964.
In carriera ha totalizzato complessivamente 118 presenze e 5 reti in massima serie, e 76 presenze e 11 reti fra i cadetti.

### Nazionale
Agnoletto ha disputato una partita della Nazionale di calcio italiana, valida per la Coppa Internazionale a Berna l'11 novembre 1956 in Svizzera-Italia (1-1).

## Statistiche

### Cronologia presenze e reti in nazionale
| Cronologia completa delle presenze e delle reti in nazionale ― Italia | Cronologia completa delle presenze e delle reti in nazionale ― Italia | Cronologia completa delle presenze e delle reti in nazionale ― Italia | Cronologia completa delle presenze e delle reti in nazionale ― Italia | Cronologia completa delle presenze e delle reti in nazionale ― Italia | Cronologia completa delle presenze e delle reti in nazionale ― Italia | Cronologia completa delle presenze e delle reti in nazionale ― Italia | Cronologia completa delle presenze e delle reti in nazionale ― Italia |
| Data                                                                  | Città                                                                 | In casa                                                               | Risultato                                                             | Ospiti                                                                | Competizione                                                          | Reti                                                                  | Note                                                                  |
| --------------------------------------------------------------------- | --------------------------------------------------------------------- | --------------------------------------------------------------------- | --------------------------------------------------------------------- | --------------------------------------------------------------------- | --------------------------------------------------------------------- | --------------------------------------------------------------------- | --------------------------------------------------------------------- |
| 11-11-1956                                                            | Berna                                                                 | Svizzera                                                              | 1 – 1                                                                 | Italia                                                                | Coppa Internazionale                                                  | -                                                                     |                                                                       |
| Totale                                                                |                                                                       | Presenze                                                              | 1                                                                     |                                                                       | Reti                                                                  | 0                                                                     |                                                                       |

## Palmarès
- Campionato italiano di Serie B: 2

L.R. Vicenza: 1954-1955
Modena: 1961-1962